# Zelomorpha similis
Zelomorpha similis är en stekelart som först beskrevs av Gyöö Viktor Szépligeti 1908.  Zelomorpha similis ingår i släktet Zelomorpha och familjen bracksteklar. Inga underarter finns listade i Catalogue of Life.